# Corroboree

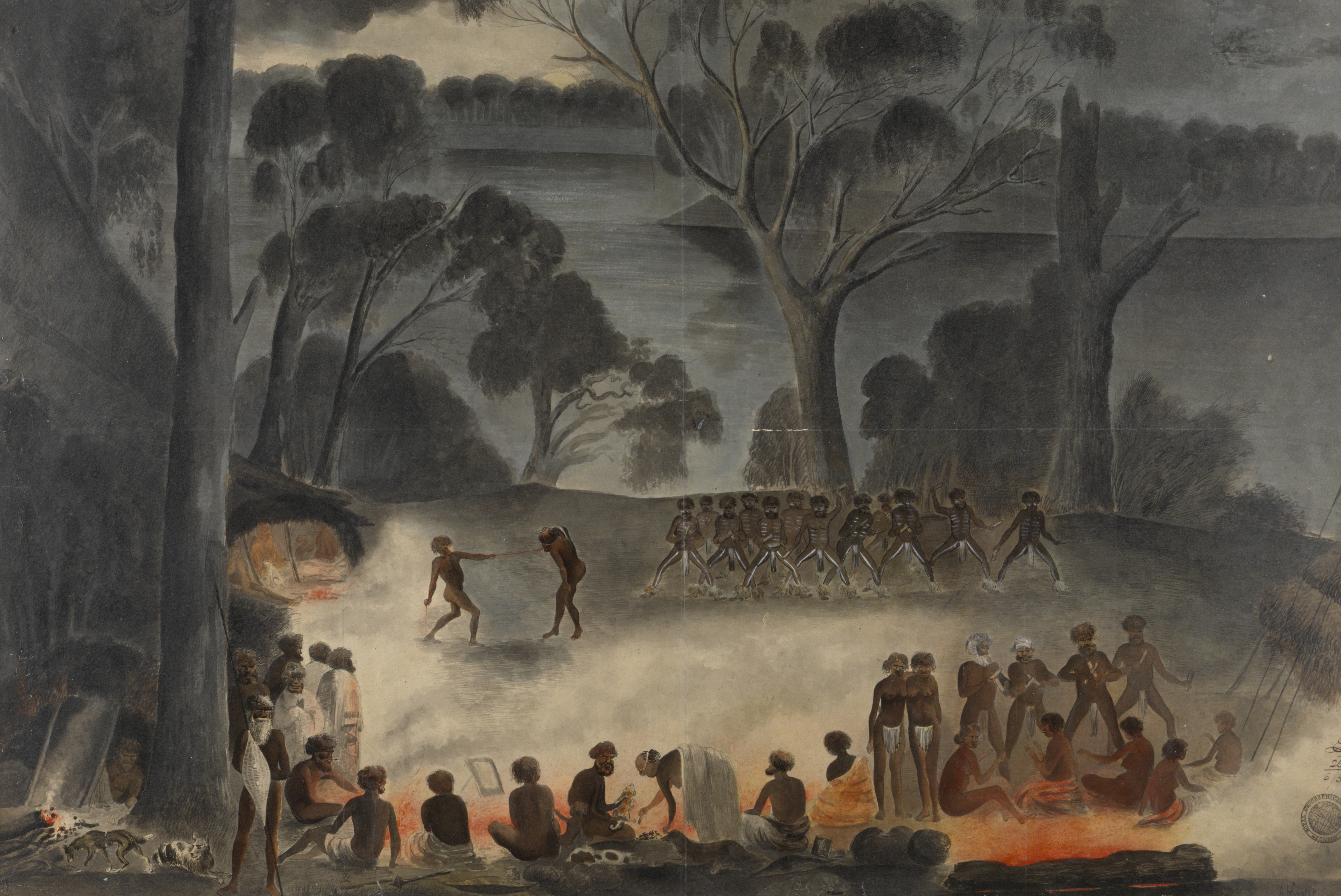
Corroboree op de oever van de Murray in 1858

Een corroboree is een algemeen gebruikte maar vage term voor een samenkomst van Australische Aborigines.
Het kan gaan om een plechtigheid voor ingewijden, een feestelijke viering of om een samenkomst met een strijdbaar karakter. Op de samenkomst wordt in karakteristieke kledij en/of met specifieke lichaamsversiering muziek gemaakt, gezongen en gedanst. Toen de eerste Britse kolonisten zich in het gebied rond Sydney vestigden, leidden ze de term af van de naam van een dansstijl in de taal van de Dharug Aborigines.
In de Angelsaksische wereld heeft het gebruik van de term zich verbreed tot een term waarmee een grote of lawaaierige bijeenkomst wordt aangeduid.

## Etymologie
'Garaabara' of 'caribberie' was de naam van een dansstijl bij de Dharug Aborigines. De eerste Britse kolonisten maakten zich de term eigen bij aanvang van de kolonisatie rondom Sydney. Corroboree betreft dus een Australisch-Engels van een Aboriginesnaam afgeleid leenwoord.
De Aborigines hebben zich het Engelse leenwoord corroboree vervolgens terug toegeëigend en duiden er allerlei samenkomsten mee aan. Het gebruik van de term en de inhoud van de samenkomsten verschillen van plaats tot plaats.

## Beschrijving
Een corroboree is een samenkomst van Aborigines. De deelnemers zingen, dansen en spelen muziek. Ze hebben dikwijls niet alledaagse kledij aan en dragen allerlei lichaamsversiering. Soms zijn de samenkomsten enkel voor ingewijden. Het verschil of de gelijkenis tussen een ceremonie en een corroboree verschilt van plaats tot plaats.
De corroboree wordt door Maryrose Casey in drie types ingedeeld:
- de ceremonie, meestal voor ingewijden zoals bijvoorbeeld initiaties
- uitvoeringen over de droomtijd, om de droomtijdverhalen van generatie op generatie door te geven
- entertainment over actuele thema's, ten tijde van de kolonisatie handelden de optredens over wat men de kolonisatoren zag doen zoals paardrijden, het houden van militaire oefeningen of het oprichten van de eerste nederzettingen, tijdens de Tweede Wereldoorlog werd een dans over het neerstorten van een vliegtuig opgevoerd.

De term corroboree wordt in de Angelsaksische wereld ook gebruikt voor sportbijeenkomsten of voor bijeenkomsten van jeugdverenigingen.

## Geschiedenis
De Australische Aborigines bevolkten het Australische continent reeds 60.000 tot 40.000 jaar toen Europese handelsschepen het bij toeval ontdekten. De Britten stichtten in 1788 nabij Botany Bay een gevangenenkolonie die ze New South Wales noemden en de hele oostelijke helft van het continent besloeg.
De eerste contacten tussen de Aborigines en kolonisten verliepen niet altijd even gemakkelijk. Hoe meer land werd ingepalmd, hoe moeilijker het werd voor de Aborigines om hun manier van leven te behouden, hoe moeilijker de relaties verliepen. De corroboree werd gebruikt als communicatiemiddel, als verwelkomingsritueel, als middel om de soevereiniteit te laten gelden, als manier om de kolonisten de Aboriginescultuur te leren kennen, als entertainment en als een manier voor de Aborigines om geld te verdienen en mee te draaien in de economie van de kolonisten.

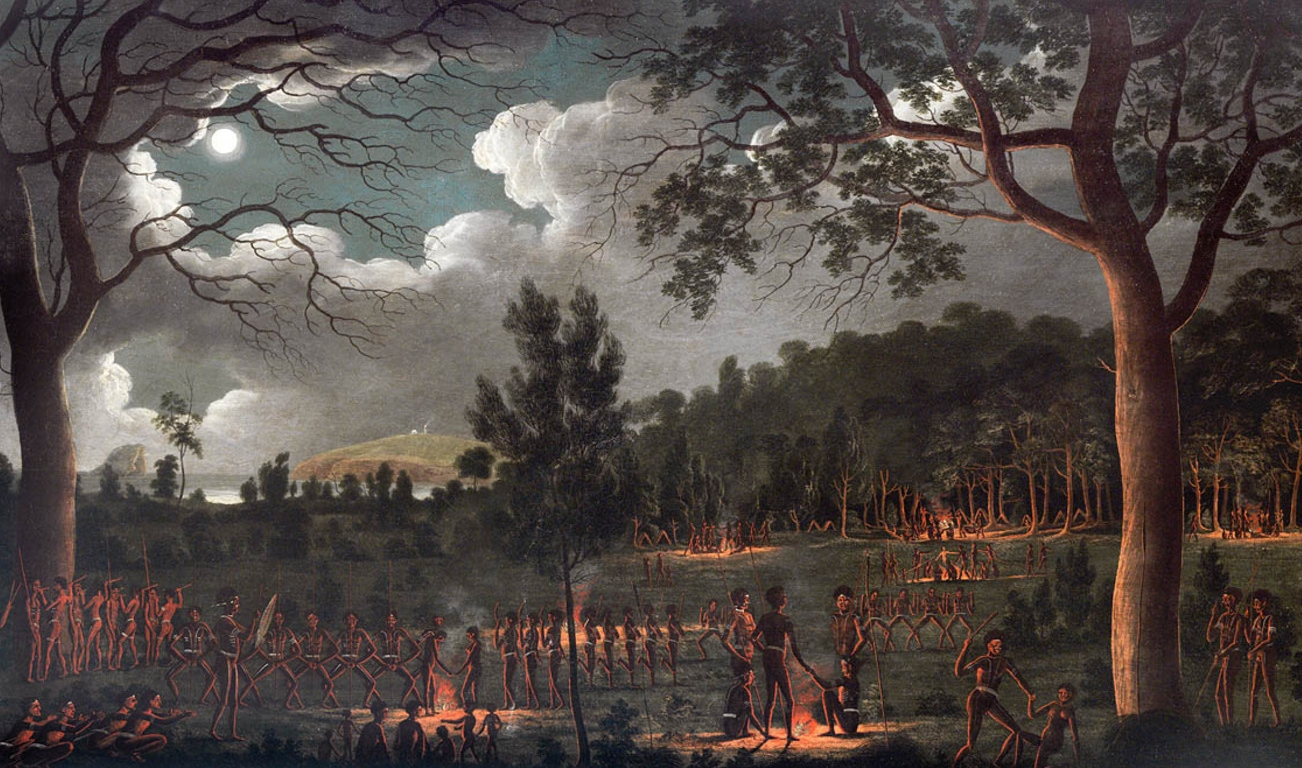
Joseph Lycetts corroboree in New Castle rond 1818

Een van de eerste afbeeldingen van een corroboree werd getekend door de kunstenaar (en gevangene) Joseph Lycett en gegraveerd door mede-gevangene Walter Preston. Het beeldt een corroboree af van een stam uit de omgeving van Newcastle in 1818 en verscheen in het boek An Historical Account of the Colony of New South Wales and its Dependent Settlements van kapitein James Wallis. Wallis organiseerde de corroboree toen gouverneur Lachlan Macquarie New Castle bezocht.
De corroborees die in de 19e eeuw werden opgevoerd kunnen in vier categorieën worden onderverdeeld al zijn de grenzen niet altijd even duidelijk en convergeren ze uiteindelijk:
- de 'peace corroboree': een verwelkomingscorroboree die ontstond toen een diplomatieke samenkomst tussen 'Koggie, the Native Chief of the Cow-Pasture Tribe' en gouverneur John Macquarie werd georganiseerd. Macquarie incorporeerde de corroboree in de jaarlijkse Parramatta-feesten. De Zuid-Australische gouverneur Gawler nam de praktijk over tijdens de jaarlijkse vieringen voor de verjaardag van de Britse koningin. Na het Maria-bloedbad werd de viering in 1839 uitdrukkelijk gezien als een manier om de verslechterde relaties tussen kolonisten en Aborigines te herstellen.
- de 'command corroboree': een voortzetting van de bovenstaande corroboree maar nu georganiseerd door de kolonisten als een gezamenlijk eerbetoon aan de troon. Deze corroboree werd georganiseerd bij officiële bezoeken van hoogwaardigheidsbekleders.
- de 'gala corroboree': deze corroboree werd in navolging van de 'command corroboree' door plaatselijke notabelen georganiseerd wanneer ze gasten ontvingen.
- de 'tourist corroboree' of 'commercial corroboree': deze corroboree werd oorspronkelijk door de Aborigines georganiseerd om geld te verdienen nadat andere economische activiteiten zoals het sprokkelen, kappen en verkopen van brandhout op het kroondomein hen verboden werd.

Tegen 1845 was de zondagse corroboree in Adelaide in Zuid-Australië een traditie. Kunstenaars gingen samenwerkingen aan met de Aborigines om corroborees te organiseren. Er werden ook sportieve corroborees gehouden waarbij honderden Aborigines aan speerwerpen deden.
Ten tijde van de goldrush in Victoria migreerden veel Zuid-Australische kolonisten daarheen. In Victoria werden in de jaren 1850 en 1860 commerciële corroborees in de theaters georganiseerd.

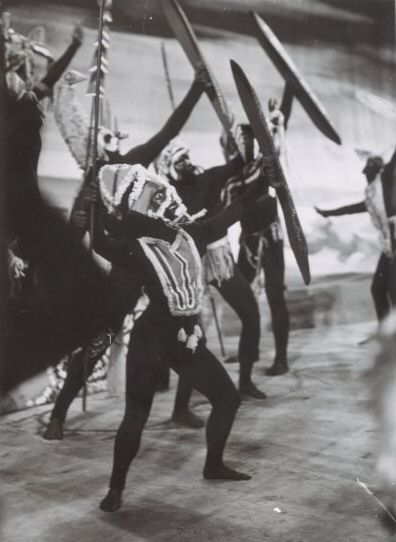
beeld uit Antills ballet

In Zuid-Australië werden in de tweede helft van de 19e grote corroborees gehouden op de 'ovals' (sportvelden). Er werden voetbal- en cricketmatchen tussen kolonisten en Aborigines georganiseerd. Op 29 mei 1885 vond in Adelaide een corroboree plaats waarnaar meer dan 20.000 mensen kwamen kijken, 1 op 6 van de inwoners van de stad. Het was het grootste evenement dat er in die tijd plaatsvond en aangezien de vraag zo groot bleek werden er nog twee georganiseerd. In de tweede corroboree die een dag later georganiseerd werd en waarbij gouverneur Robinson aanwezig was kwamen alle categorieën samen. De inkomsten gingen voor de helft naar de Aborigines. Ook de hotels zagen in het organiseren van corroborees een manier om meer drank en spijs te verkopen.
De 'commercial corroboree' kan naast de 'cultural' en 'sport corroboree' ook nog opgedeeld worden in de 'missionary corroboree'. Hoewel de missionarissen eerst op de corroboree tegen waren omdat ze ze moreel twijfelachtig vonden, organiseerden ze vanaf 1887 zelf voetbalmatchen en corroborees toen bleek dat ze er hun missies mee konden financieren en de Aborigines konden beletten een nomadisch leven te leiden. De missies gingen een samenwerking aan met de AFA (Australian Football Association). In het begin van de 20e eeuw zagen de eigenaren van passagiersboten geld in de corroborees en organiseerden toeristische uitstappen naar de missies waar corroborees werden opgevoerd.
Er waren ook onafhankelijke groepen Aborigines die dorpen langs gingen en optredens gaven. Op het einde van de 19ee eeuw kwam men ze ook tegen in Queensland. Langzaamaan verminderde de praktijk maar uitsterven deed ze nooit. Door het weghalen van de Aborigineskinderen bij hun ouders om ze de westerse manier van leven bij te brengen of ze te kerstenen en het uitsterven van de traditionele manier van leven van de Aborigines werden minder corroborees opgevoerd en gecreëerd. In de tweede helft van de 20e eeuw, John Antill componeerde in 1950 een ballet genaamd Corroboree dat werd opgevoerd in het 'Empire Theatre' in Sydney, en het begin van de 21e eeuw maken de corroborees deel uit van het repertoire van danscompagnieën en toeristische culturele evenementen.
De corroboree wordt in de 21e eeuw ook in stand gehouden om jongeren een houvast te bieden, hun geschiedenis bij te brengen, verbondenheid te bieden en van straat te houden.